# Campionats del món de ciclisme de muntanya de 1991
Els Campionats del món de ciclisme de muntanya de 1991 van ser la 2a edició dels Campionats del món de ciclisme de muntanya organitzats per la Unió Ciclista Internacional. Les proves tingueren lloc del 15 i 16 de setembre de 1991 a Barga (Toscana) a Itàlia.

## Resultats

### Camp a través
| Proves  | Or                   | Plata                     | Bronze             |
| Masculí | John Tomac (USA)     | Thomas Frischknecht (SUI) | Ned Overend (USA)  |
| Femení  | Ruthie Matthes (USA) | Eva Orvosova (TCH)        | Silvia Fürst (SUI) |

### Descens
| Proves         | Or                     | Plata                | Bronze                  |
| Masculí        | Albert Iten (SUI)      | John Tomac (USA)     | Glen Adams (USA)        |
| Femení         | Giovanna Bonazzi (ITA) | Nathalie Fiat (FRA)  | Cindy Devine (CAN)      |
| Masculí júnior | Bruno Zanchi (ITA)     | Tomàs Misser (ESP)   | Vernet De Ceuster (BEL) |
| Femení júnior  | Rita Burgi (SUI)       | Melanie Eberle (GER) | Stéphanie Ethoin (FRA)  |

## Medaller
| Pos.  | País           | Or | Plata | Bronze | Total |
| 1     | Estats Units   | 2  | 1     | 2      | 5     |
| 2     | Suïssa         | 2  | 1     | 1      | 4     |
| 3     | Itàlia         | 2  | 0     | 0      | 2     |
| 4     | França         | 0  | 1     | 1      | 2     |
| 5     | Alemanya       | 0  | 1     | 0      | 1     |
| 5     | Txecoslovàquia | 0  | 1     | 0      | 1     |
| 5     | Espanya        | 0  | 1     | 0      | 1     |
| 8     | Bèlgica        | 0  | 0     | 1      | 1     |
| 8     | Canadà         | 0  | 0     | 1      | 1     |
| Total | Total          | 6  | 6     | 6      | 18    |